# Frans Andriessen

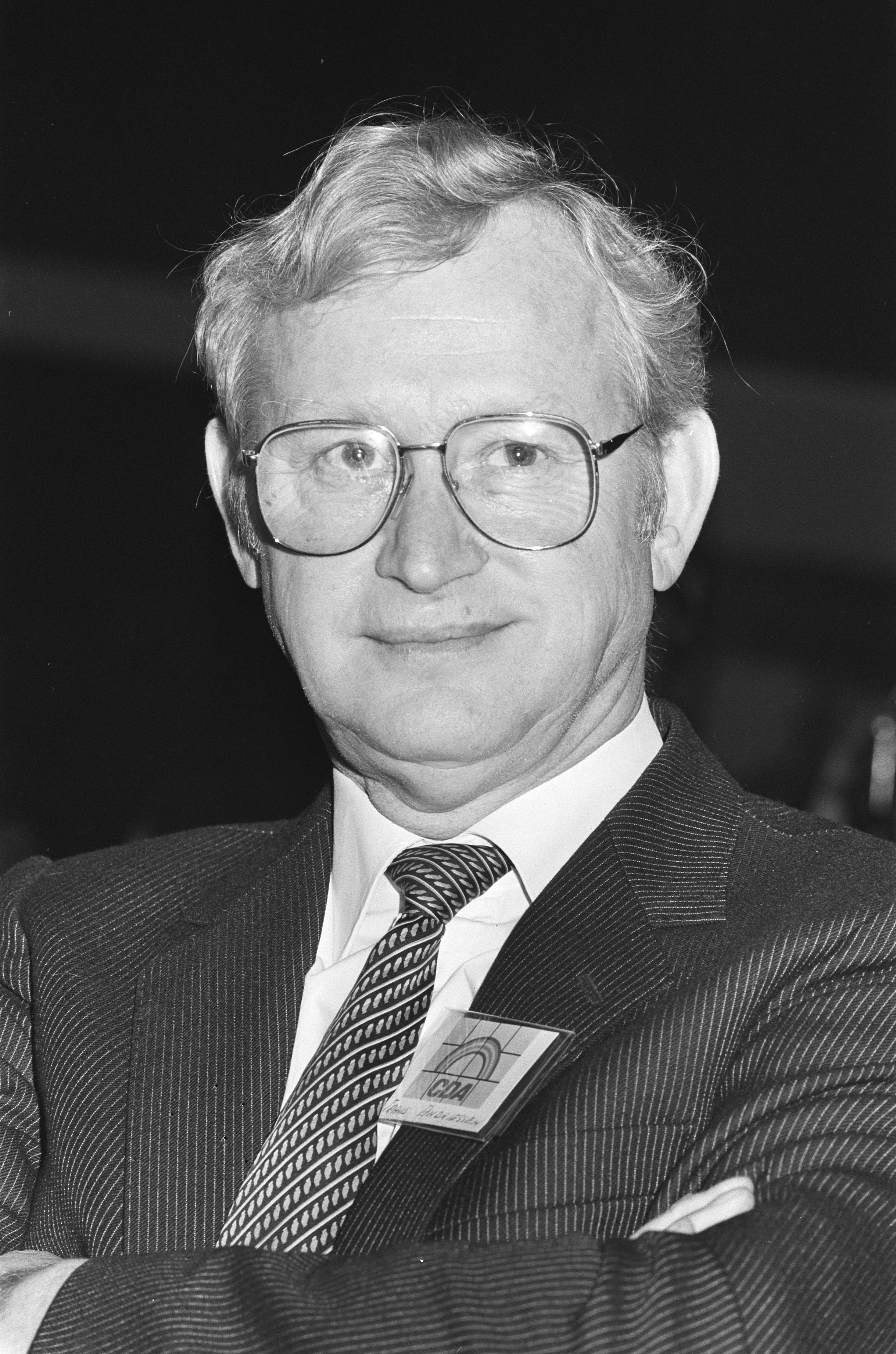
Frans Andriessen (1984)

Franciscus Henricus Johannes Joseph (Frans) Andriessen (* 2. April 1929 in Utrecht; † 22. März 2019 in Bilthoven) war ein niederländischer Politiker zunächst der Katholischen Volkspartei (KVP) und ab 1980 des Christen-Democratisch Appèl (CDA). Er war von 1971 bis 1977 politischer Leiter der KVP und von 1977 bis 1980 Finanzminister der Niederlande. Von 1981 bis 1993 war Andriessen EG-Kommissar und von 1985 bis 1993 Vizepräsident der Europäischen Kommission.

## Werdegang
Bereits sein Vater Jan Andriessen (1894–1978) war Politiker der katholischen Parteien und Parlamentsabgeordneter. Der Sohn war von 1954 bis 1972 Direktor des Katholiek Instituut voor Volkshuisvesting (KIV), einer Stiftung, die Architektur- und Verwaltungsdienstleistungen für soziale Wohnungsbaugesellschaften erbrachte. Daneben gehörte er als Mitglied der KVP von 1958 bis 1967 dem Provinzparlament der Provinz Utrecht an.

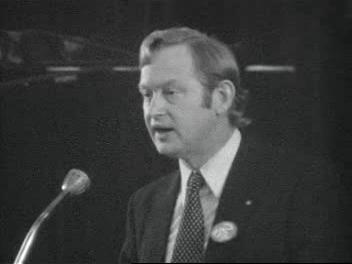
Frans Andriessen im Wahlkampf 1972

Bei der Parlamentswahl 1967 bekam Andriessen einen Sitz in der Tweede Kamer des niederländischen Parlaments, der er bis 1977 angehörte. Im August 1971 übernahm er zunächst kommissarisch für den erkrankten Gerard Veringa den Vorsitz der KVP-Fraktion, damals die zweitgrößte Parlamentsfraktion, ab Neujahr 1972 war er regulärer Fraktionsvorsitzender. Damit verbunden war die inoffizielle Position des politischen Leiters (partijleider) der KVP. Bei der Parlamentswahl 1972 war er Spitzenkandidat (lijsttrekker) der KVP. Zusammen mit den Anführern der beiden protestantischen Parteien, Willem Aantjes (ARP) und Roelof Kruisinga (CHU), bereitete Andriessen in dieser Zeit eine Vereinigung der drei christlichen Parteien vor, die zur Parlamentswahl 1977 eine gemeinsame Wahlliste namens Christen-Democratisch Appèl (CDA) aufstellten. 
Ab Dezember 1977 war Andriessen niederländischer Finanzminister im Mitte-rechts-Kabinett Van Agt I. Er war 1978 einer der Hauptautoren des Konzeptpapiers Bestek’81 zu den Hauptlinien der mittelfristigen Finanz-, Wirtschafts- und Sozialpolitik, das Kürzungen im Sozialbereich, Gesundheit und bei den Beamtengehältern, eine moderate Lohn- und Einkommensentwicklung und die Reduzierung der Arbeitslosigkeit auf maximal 150.000 Personen vorsah. In seiner Amtszeit beschlossen die Finanzminister der Mitgliedsstaaten der Europäischen Gemeinschaften (EG) die Einführung des Europäischen Währungssystems, das 1979 in Kraft trat. Im Februar 1980 trat Andriessen als Finanzminister aufgrund von Meinungsverschiedenheiten mit den anderen Ministern über das Ausmaß der von ihm als notwendig erachteten Kürzungen zurück. Von September 1980 bis Januar 1981 gehörte er der Ersten Kammer der Generalstaaten, dem Oberhaus des niederländischen Parlaments, an.
Anfang 1981 wurde Andriessen zum EG-Kommissar ernannt, in der Kommission Thorn war er bis 1985 zuständig für Beziehungen zum Parlament und Wettbewerb. Von 1985 bis 1989 war er in der Kommission Delors I zuständig für Landwirtschaft und Fischerei. In dieser Position war er für eine Reform der Gemeinsamen Agrarpolitik und 1984 für die Einführung der Milchquote verantwortlich. In der Kommission Delors II war er von 1989 bis 1993 zuständig für Außenbeziehungen und Handelspolitik. Er spielte 1990/91 eine wichtige Rolle bei den Beitrittsverhandlungen der EG mit Österreich. Gemeinsam mit dem Landwirtschaftskommissar Ray MacSharry führte er 1992 erfolgreiche Verhandlungen über ein Handelsabkommen mit den USA. Zudem war er von 1985 bis 1993 einer der sechs Vizepräsidenten der Europäischen Kommission.